# Montifringilla nivalis

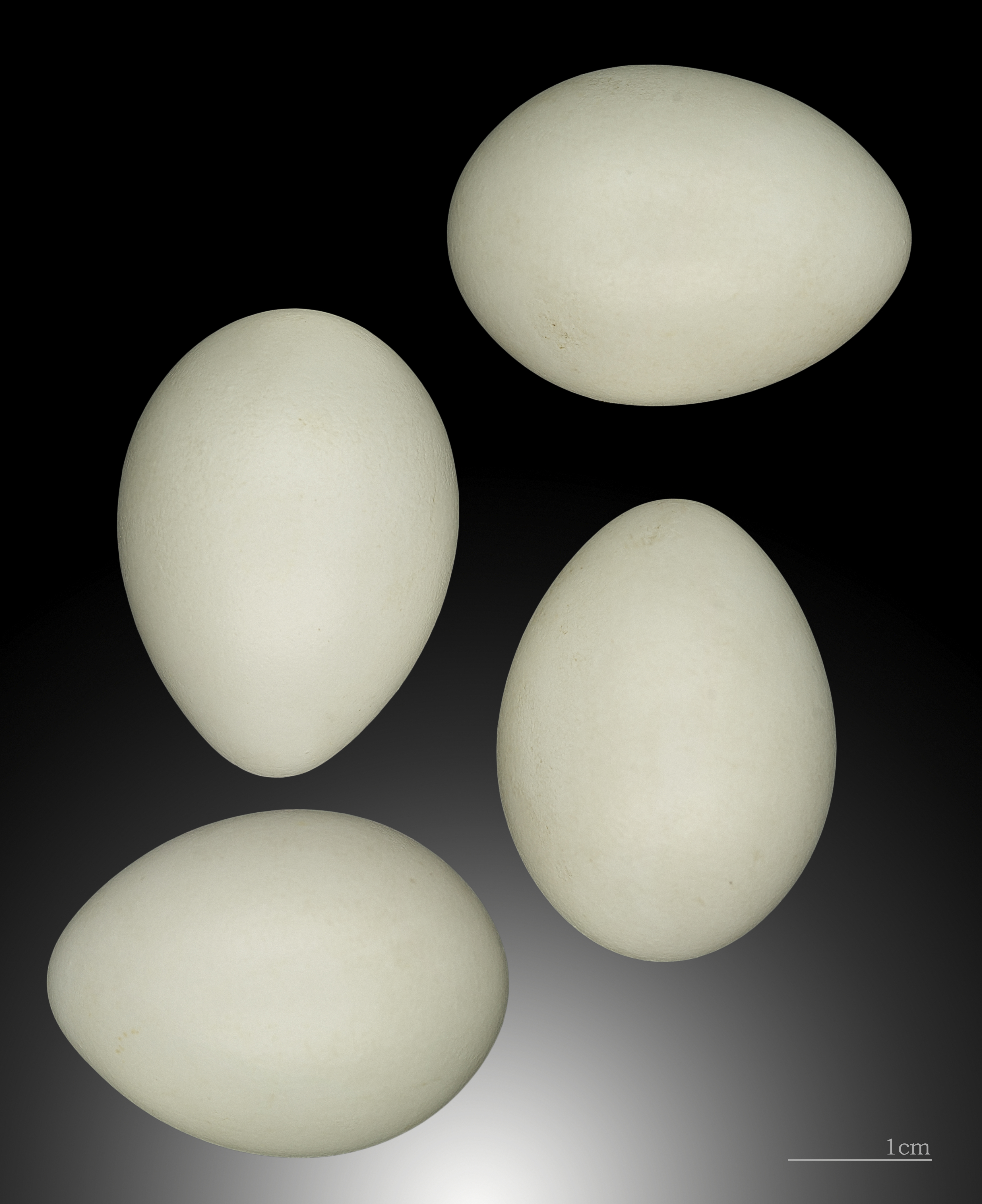
Montifringilla nivalis

Montifringilla nivalis là một loài chim trong họ Passeridae.